# Dumitru Alexe
Dumitru Alexe (21 marzo 1935 – 17 maggio 1971) è stato un canoista romeno.

## Palmarès

### Olimpiadi
- 1 medaglia:
  - 1 oro (Melbourne 1956 nel C2 1000 metri)

### Mondiali
- 1 medaglia:
  - 1 oro (Praga 1958 nel C2 1000 metri)

### Europei
- 3 medaglie:
  - 1 oro (Gent 1957 nel C2 10000 metri)
  - 1 argento (Gent 1957 nel C2 1000 metri)
  - 1 bronzo (Duisburg 1959 nel C2 1000 metri)